# 崔維斯·威靈漢
崔維斯·漢普頓·威靈漢（英語：Travis Hampton Willingham；1981年8月3日—），是一位美國男配音員，較為著名的配音作品如《龍與地下城》、動畫《鋼之鍊金術師》裡的角色羅伊·馬斯坦古（Roy Mustang）、《航海王》以及《音速小子系列》的納克魯斯。另外，崔維斯也參與2015年的網路電視劇《Critical Role》。

## 簡介
崔維斯出生於德克薩斯，在東達拉斯長大，父親在他十幾歲時就去世了，而他有一個弟弟叫卡森。崔維斯曾在童年時期與注意力不足過動症鬥爭。1999年畢業於伍德羅·威爾遜高中，並就讀德克薩斯基督教大學。

## 個人生活
崔維斯與同女配音員蘿拉·貝莉於2011年9月25日結婚，他們育有一名兒子叫做羅寧·威靈漢（Ronin Willingham）於2018年6月28日出生。
他是達拉斯牛仔的終身球迷，他也喜歡參加鐵人三項。

## 外部連結
- 崔維斯·威靈漢在互联网电影资料库（IMDb）上的資料（英文）
- 崔維斯·威靈漢的X（前Twitter）
- 崔維斯·威靈漢的Instagram帳戶